# Oleg Ogorodov
Oleg Ogorodov (Tashkent, 16 luglio 1972) è un ex tennista uzbeko.

## Biografia
In carriera ha vinto un titolo di doppio, il Tashkent Open nel 1999, in coppia con lo svizzero Marc Rosset.
Nel 1996 ha rappresentato il suo Paese alle Olimpiadi di Atlanta, sia in singolo che in doppio. In singolo è uscito al secondo turno, mentre nel doppio non è andato oltre il primo.
Ha raggiunto il suo miglior piazzamento in singolare nel maggio 1996 (101ª posizione del ranking mondiale).
In Coppa Davis ha disputato un totale di 77 partite, ottenendo 53 vittorie e 24 sconfitte. Per la sua costanza nel rappresentare il proprio Paese nella competizione è stato insignito del Commitment Award.

## Statistiche

### Doppio

#### Vittorie (1)
| Numero | Anno              | Torneo                  | Superficie | Compagno    | Avversari in finale     | Punteggio |
| 1.     | 19 settembre 1999 | Tashkent Open, Tashkent | Cemento    | Marc Rosset | Mark Keil Lorenzo Manta | 7-6, 7-6  |

### Doppio

#### Finali perse (1)
| Numero | Anno           | Torneo                | Superficie | Compagno | Avversari in finale          | Punteggio |
| 1.     | 14 aprile 1997 | Chennai Open, Chennai | Cemento    | Eyal Ran | Leander Paes Mahesh Bhupathi | 6-7, 5-7  |